# Zakaria El Ouahdi
Zakaria El Ouahdi (arabisch زكرياء الواحدي, DMG Zakariyāʾ al-Wāḥidī; * 31. Dezember 2001 in Hoboken, Belgien) ist ein marokkanisch-belgischer Fußballspieler, der als Rechtsaußenstürmer spielt. Er steht bei KRC Genk unter Vertrag. Zudem ist der marokkanisch-belgische Doppelstaatsbürger El Ouahdi auch marokkanischer Nationalspieler.

## Karriere

### Verein
El Ouahdi, marokkanischstämmig und in Belgien geboren sowie aufgewachsen, begann das Fußballspielen im Verein bei Beerschot VAC und wechselte 2013 nach dessen Auflösung aus finanziellen Gründen zu Zulte Waregem, bevor er 2021 zum RWD Molenbeek ging. In der Saison 2021/22 bestritt er 21 von 28 möglichen Ligaspielen, in denen er ein Tor schoss, sowie ein Pokalspiel für RWD. Als Zweiter der Abschlusstabelle scheiterte der Verein dann in den Relegationsspielen gegen den RFC Seraing.
In der Saison 2022/23 waren es 25 von 32 möglichen Ligaspielen mit sieben Toren sowie zwei Pokalspiele. In dieser Saison gelang ihm der Aufstieg mit RWD Molenbeek in die erstklassige Division 1A, in der er am 29. Juli 2023 bei der 0:4-Heimniederlage gegen den KRC Genk debütierte.
Nachdem er in der neuen Saison 2023/24 alle fünf möglichen Ligaspiele für Molenbeek bestritten hatte, wechselte er Anfang September 2023 zum KRC Genk, bei dem er einen Vertrag mit einer Laufzeit von drei Jahren mit Verlängerungsoption unterschrieb. In seiner ersten Saison bestritt er dort 24 von 36 möglichen Ligaspielen, zwei Pokalspiele und ein Spiel in der Conference League.

### Nationalmannschaft
Seit März 2023 spielt El Ouahdi für die marokkanische U23-Nationalmannschaft. Er gehörte zum marokkanischen Kader beim U-23-Afrika-Cup 2023 und wurde dort in zwei von drei Gruppenspielen sowie dem Halbfinale und Finale eingesetzt. Das Turnier endete mit dem Sieg Marokkos.
Am 9. Juni 2025 gab er beim 1:0-Sieg im Testspiel in Marrakesch gegen Benin sein Debüt für die marokkanische A-Nationalmannschaft.

## Erfolge
RWD Molenbeek
- Division 1B-Sieger: 2022/23

Marokko
- U-23-Afrika-Cup: Sieger 2023